# Antisystème

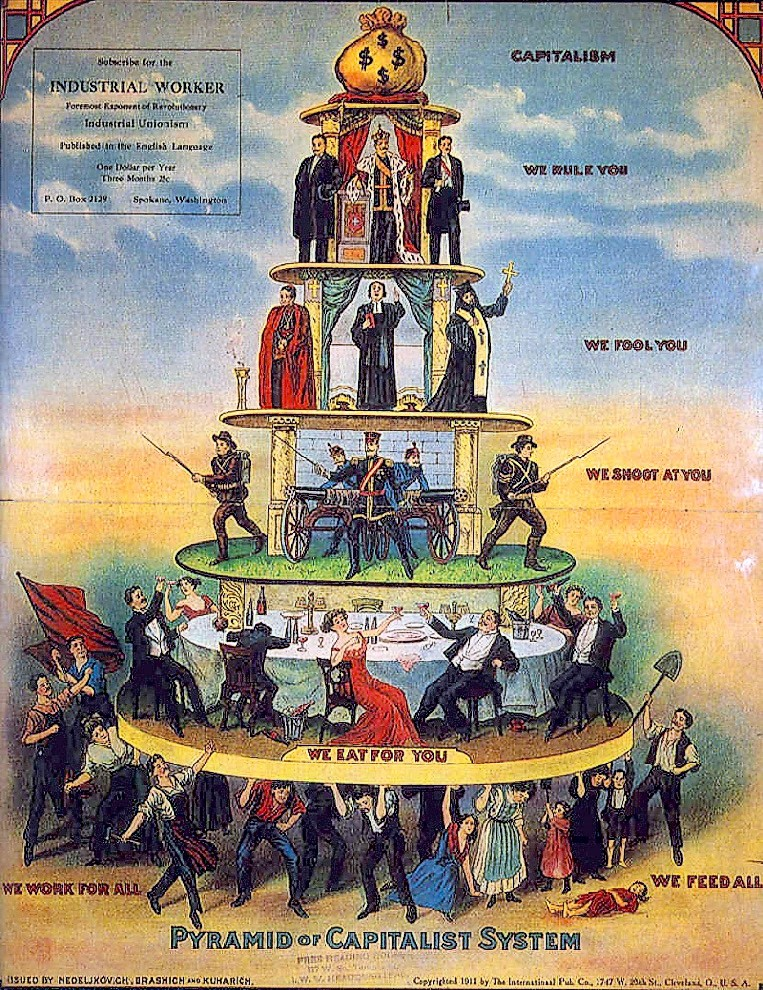
La pyramide du système capitaliste, selon l'organisation syndicale Industrial Workers of the World, 1911

Antisystème est un adjectif qualifiant des personnes, des groupes ou des partis politiques portant un discours critiquant les institutions politiques dominantes.
Dans son sens implicite, le terme antisystème s'oppose au système, le système en question pouvant notamment être le système politique ;  l'organisation sociale ; le système de santé ; le système financier ; le système économique ; le système capitaliste ou encore le système familial. Dans tous les cas, il s'agit d'un système complexe.
La notion d'antisystème reste vague, contrairement à des notions plus spécifiques comme la séparation des pouvoirs ; le contre-pouvoir, l'anarchisme, l'altermondialisme, ou l'anticapitalisme.

## Historique
Le terme est apparu en 1717 quand les quatre frères Pâris de Grenoble tentèrent de renverser le financier Law (Jean de Fauriston) et son Système, (le Système de Law), sous l'influence des parlementaires et d'anglo-hollandais. L'antisystème prit fin le 28 octobre 1719. D'après le dictionnaire Littré, l'antisystème est un système financier opposé au système de financier de Law, cependant un avis publié par la Société française d'étude du XVIIIe siècle suggère qu'il ne faut pas opposer le système à l'antisystème.
D'après l'historien Nicolas Lebourg, « la dimension « antisystème » tend à être le plus petit commun dénominateur idéologique de la mouvance d'extrême droite. Inspiré de la dénonciation du Systemzeit par les nationalistes allemands durant les années 1920, qui faisaient de la République de Weimar un tout aussi homogène que malfaisant, ce concept pénètre les milieux néofascistes français à partir de 1951. En 1954, il est mis en avant pour fonder le Rassemblement national, qui relie une vingtaine de groupuscules ».
En 1960, Jean Maze donne à l'un de ses livres le titre anti-système ; il y parle du système, alors que le pays se trouve entre le changement constitutionnel de 1958 et l'indépendance de l'Algérie en 1962.
En 1973, le PCF utilise le terme antisystème avec une acception politique.
Giovanni Sartori a défini parti anti-système en 1976 comme un parti qui « mine la légitimité du régime contre lequel il se dresse » en proposant dans leur programme une alternative crédible, suscitant un appétit de changement chez les électeurs et produisant des conflits entre les partis conventionnels. 
En 2016, Donald Trump accède à la présidence des États-Unis, après avoir martelé durant sa campagne qu'il était l'ennemi de l'establishment (les partis politiques, la presse, etc.) et avant finalement de revenir sur plusieurs de ses critiques.
Deux catégories de formations politiques ont pu être définies : celles, légalistes, qui défendent leur projet dans l'ordre politique établi sans le remettre en question ; et celles, séditieuses, se tenant à la marge du jeu politique traditionnel et entendant heurter de front le dispositif institué.

## Aspects politiques
Au sens commun, la notion d'antisystème regroupe différentes formes de populisme: nationalisme, antiparlementarisme, dénonciation des « élites ».
En Europe, des partis qualifiés ou se qualifiant d'« anti-système » sont souvent situés à l'extrême gauche ou à l'extrême droite du paysage politique.
En 2017, une époque où la proximité de la « classe politique » et du monde des affaires est mal vue, l'étiquette « antisystème » est revendiquée par les principaux candidats à l'élection présidentielle française. Cette étiquette peut même être revendiquée par ceux-là mêmes qui incarnent le système, comme la présidente du Front national Marine Le Pen, l’ancien ministre de l’économie Emmanuel Macron et le candidat de La France insoumise Jean-Luc Mélenchon. L'ancien premier ministre François Fillon dénonce également un système qui l'a discrédité dans l'affaire dite de Pénélope.
Plusieurs raisons se situant dans les perceptions des électeurs ont été évoquées pour expliquer la part croissante du vote « anti-système », également dénommé vote contestataire :
- le tarissement de l'offre électorale (due à la coopération croissante de partis majoritaires dans le cadre de coalitions, comme en Autriche, aux Pays-Bas et dans les pays scandinaves, ou à l'enchaînement d'alternances dont les différences de résultats ne sont pas perçues par une partie de l'opinion) ;

- des repères identitaires de plus en plus flous (en raison du déplacement vers le centre des partis de gouvernement, et notamment l'abandon progressif de partis de gauche traditionnels dans les domaines économiques)[16].

Diverses formes d'idées antisystème existent, :
- le Rassemblement national est antisystème de par l'opposition des élites au peuple[évasif] ;
- Jean-Luc Mélenchon est antisystème par rapport aux questions du capitalisme[évasif] ;
- au Nouveau Parti anticapitaliste, Philippe Poutou se considère comme « seul vrai candidat (présidentiel) anti-système »[pertinence contestée].
- Nicolas Dupont-Aignan a repris sur son blog un slogan des Indignés espagnols : « Je ne suis pas anti système, le système est anti moi »[pertinence contestée].
- François Bayrou se positionne en anti-système dans sa lutte contre le système bipartite.

Pour l'Institut français d'histoire sociale, la social-démocratie a abandonné l'antisystème à la sortie de la seconde guerre mondiale, pour se convertir au capitalisme et à l'économie de marché.
Le leader du parti politique antisioniste, Dieudonné se revendique également de l'antisystème, avec lequel il a développé un système de buzz basé sur la gestuelle de la quenelle s'exprimant au travers d'un bras d'honneur réalisé en conservant les bras le long du corps. Cet antisystème se rapproche de l'antisionisme, de l'antisémitisme et de l'apologie du terrorisme.
Mais derrière cet amalgame entre antisystème et antisémitisme, certains voient une différence entre le simple antisystème et l'antisémitisme . Pour d'autres, cet antisystème n'est que le camouflage du racisme antisémite de Dieudonné. Pour les communistes, l'antisystème de Dieudonné est au contraire un système visant à détourner la colère des classes populaires de la lutte anticapitaliste,.

### En Europe
En Europe, dans les années 1985, l’expression « mouvement antisystème » était utilisé par les sociologues Immanuel Wallerstein et Giovanni Arrighi, pour désigner des mouvements hostiles au capitalisme.
Ce mouvement antisystème s'est transformé entre 2000 et 2010 pour s'opposer au néolibéralisme constitué par la déréglementation des flux financiers, la privatisation des services publics et le creusement des inégalités sociales en Europe et aux États-Unis depuis les années 1980.
Certains partis politiques de droite se classent également dans une mouvance anti-système : Rassemblement national, Parti pour la liberté (PVV), Parti de la liberté d'Autriche (FPÖ), Démocrates de Suède, Parti populaire danois (DF), Vrais Finlandais, Alternative pour l'Allemagne (AfD) et UKIP.
En Italie le parti M5S est également considéré comme un parti antisystème.

## Aspects philosophiques
Le discours antisystème est une manière de gagner en notoriété. Certaines personnes en bonne position dans le système économique — comme Donald Trump — se font les chantres de l'antisystème et fondent leur discours sur la notion de «système truqué». La notion d'antisystème fait naître des paradoxes de par le fait même que le caractère antisystème, naît, incarne ou fait naître un nouveau système. Ainsi, l'antisystème est un système.
D'un point de vue philosophique, un système philosophique est associé à Hegel. Ce système prévoit le ressentiment et la colère — c'est-à-dire l'antisystème — ainsi, lorsque le ressentiment et la colère deviennent visibles, elles confirment le système qui l'avait prévu.
Ainsi, la contestation du système est prévue par le système lui-même.
D'autres philosophes après Hegel, comme Kierkegaard ou Sartre ou Adorno peuvent être considérés comme antisystème car ils ne se fondent pas sur ce système de Hegel.
Lorsque la philosophie antisystème est transposée sur les questions politiques elle est utilisée pour critiquer l’État et le marché. Dans l'idée, l’antisystème de droite critique l’État alors que l’antisystème de gauche critique le marché, mais les nuances sont multiples.
Ceux qui souffrent du système lui sont liés par un lien de dépendance: de ce fait, seules deux possibilités existent: conserver le système et le subir, ou dénoncer le système et en subir les conséquences.
En pratique, des aléas et des facteurs humains sont de nature à remettre en question le système en compromettant les logiques de la domination du système.